# Get What You Deserve
Get What You Deserve  è il sesto album del gruppo musicale tedesco Sodom, pubblicato nel 1994 dalla Steamhammer Records.

## Tracce
1. Get What You Deserve – 3:44
2. Jabba the Hut – 2:29
3. Jesus Screamer – 1:42
4. Delight in Slaying – 2:40
5. Die Stumme Ursel – 3:47
6. Freaks of Nature – 2:07
7. Eat Me – 3:22
8. Unbury the Hatchet – 2:28
9. Into Perdition – 2:45
10. Sodomized – 2:43
11. Fellows in Misery – 2:18
12. Tribute to Moby Dick (Instrumental) – 4:21
13. Silence is Consent – 2:30
14. Erwachet! – 2:17
15. Gomorrah – 2:19
16. Angel Dust – 2:39

## Formazione
- Tom Angelripper - voce, basso
- Andy Brings - chitarra
- Atomic Steif - batteria